# Эппельсхайм
Эппельсхайм (нем. Eppelsheim) — община в Германии, в земле Рейнланд-Пфальц.
Входит в состав района Альцай-Вормс. Подчиняется управлению Альцай-Ланд. Население составляет 1264 человека (на 31 декабря 2010 года). Занимает площадь 5,57 км².
В Эппельсхайме найдены зубы европейских гоминид возрастом почти 10 млн лет назад — Epp 13.16 и Epp 30.16 (верхний левый клык и верхний правый первый моляр), схожие с зубами африканских австралопитеков.